# 급진시민연합
급진시민연합(急進市民聯合, 스페인어: Unión Cívica Radical)은 아르헨티나의 중도주의 정당이다. 원래는 사회민주주의를 내세우는 정당이었고 지금도 공식적으로는 그러하나, 실제로는 경제적 자유주의 분파도 늘어나 다양한 이념의 빅텐트 정당에 가까워졌다는 평이 있다.